# Goirshof
Der Goirshof, auch Goyrhof, Goerhof oder Ghoirhof genannte Gutshof, stand bei Nörvenich in Kreis Düren, Nordrhein-Westfalen.
Der Goirshof stand in der Nähe von „Johannes Junker“ zwischen dem nicht mehr vorhandenen Mühlengraben und dem Neffelbach rechts vom Weg nach Hochkirchen. Es ist möglich, dass der Hof Eigentum der in Wissersheim ansässig gewesenen Ritter von Goyr war, was jedoch nicht mehr nachweisbar ist. 1630 wurden zahlreiche Güter an den Freiherrn Johann Otto von Gymnich geschenkt. Sie wurden damals als Stockemer Erbhof, den Hans von Goir jetzt hat bezeichnet. Deshalb wurde der Gutshof auch Stockemer Hof genannt. 
Der Hof  und eine angeschlossene Mühle wurden durch Feuer vernichtet und nicht wieder aufgebaut. Noch in den 1940er Jahren war der Standort in der Neffelbachaue gut zu erkennen. Nach starken Regenfällen oder starker Schneeschmelze stand dort ein Teich, der die Größe eines Fußballfeldes hatte. 
In den Kirchenbüchern werden zwischen 1625 und 1669 der Hof und die Bewohner noch mehrfach genannt. Pfarrer Conradus Flocken (1646–1694) segnete bei der Fronleichnamsprozession aufgrund einer Stiftung den Hof besonders. Er ging dazu auf die Bachbrücke und erteilte hier nach Gebeten den sakramentalen Segen. Dies geschah noch bis 1912. 
Seit Mitte des 17. Jahrhunderts trat der Hof nicht mehr in Erscheinung.